# Sornhüll
Sornhüll ist ein Gemeindeteil von Pollenfeld in der Verwaltungsgemeinschaft Eichstätt im Landkreis Eichstätt im Naturpark Altmühltal.

## Lage
Das langgestreckte Straßendorf liegt auf der Hochfläche der Südlichen Frankenalb an der Kreisstraße EI 15 von Walting im Altmühltal nach Wachenzell. Die Sornhüller Flur ist fast gänzlich von Wald umgeben.

## Geschichte
Nördlich des Dorfes befinden sich Grabhügel aus der Hallstattzeit. 1186 ist „Sarenhule“ (von sar = Sumpfgras und huliwa = Hüll, Weiher) erstmals urkundlich erwähnt, als Papst Urban III. dem Domkapitel von Eichstätt Besitz und Rechte im Ort bestätigte. Später übte das bischöfliche Pfleg- und Vogtamt Titting-Raitenbuch die hohe und niedere Gerichtsbarkeit über Sornhüll aus und nahm die Steuern ein.
Um 1700 bestand das domkapitelsche Dorf aus acht Häusern. 1746 erbaute der fürstbischöfliche Hofbaumeister Giovanni Domenico Barbieri in Sornhüll ein Jägerhaus. Nach der Säkularisation gehörte Sornhüll bis 1866 zur Gemeinde Erkertshofen, dann zur Gemeinde Altdorf im mittelfränkischen Landkreis Hilpoltstein. Am 1. Oktober 1950 wurde die seit mehreren Jahren angestrebte Ausgliederung aus Altdorf vollzogen. Sornhüll wurde zusammen mit Götzelshard selbständige Gemeinde und wechselte zum 1. April 1951 in den mittelfränkischen Landkreis Eichstätt. Zu diesem Zeitpunkt wohnten dort 160 Personen in 26 Gebäuden. Von 1961 bis 1964 wurde eine Flurbereinigung durchgeführt. Im Zuge der Gebietsreform kam der Ort am 1. Januar 1972 zur Gemeinde Pollenfeld, die seit dem 1. Juli 1972 dem neuen, nunmehr oberbayerischen Landkreis Eichstätt angehört. 1983 gab es in dem Dorf sechs bäuerliche Vollerwerbs- und zehn Nebenerwerbsbetriebe.

## Kirche
Die katholische Kirche St. Margareta mit Friedhof liegt am südlichen Ende des Dorfes auf einem Hügel. Sie wurde 1308 geweiht; der Kirchenpatron war bis 1601 der hl. Markus. In der Spätrokokozeit wurde sie 1765 bis auf den Chor abgebrochen und nach einem Plan des gerade verstorbenen Hofbaumeisters Giovanni Domenico Barbieri neu gebaut. Über dem Walmdach des Chores erhebt sich ein quadratischer Dachreiter mit Ziegelhelm. Der barocke Altar ist 1695 in die Vorgängerkirche gekommen und hatte ein (heute verschollenes) Altarblatt mit der hl. Margareta, das 1857 gegen ein Altargemälde der hl. Elisabeth, gemalt von Adam Huber, einem Schüler des Münchener Historienmalers Johann Schraudolph, ausgetauscht wurde. Von den Holzfiguren ist eine hl. Margareta spätgotisch um 1420. Ein Kruzifix (um 1520) lässt den Einfluss von Loy Hering erkennen. 1912 baute die Orgelbaufirma Bittner aus Eichstätt eine neue Orgel ein.
Die Filiale von Wachenzell (Pfarrverband Jura-Alb) wird seit 1969 vom Pfarrer von Pollenfeld seelsorgerlich mit betreut. Sie gehört zum Dekanat Eichstätt im Bistum Eichstätt. 2003 wohnten in Sornhüll 151 Katholiken und 6 Nichtkatholiken.

## Baudenkmäler
In die amtliche Denkmalliste für Sornhüll sind neben der Kirche ein Bauernhaus aus der ersten Hälfte des 19. Jahrhunderts (Margaretenstraße 16), die Kapelle an der Straße nach Götzelshard und zwei Grenzsteine aus dem 18. Jahrhundert eingetragen.
Siehe: Liste der Baudenkmäler in Sornhüll